# カール・ゲーベル (画家)
カール・ゲーベル（Carl Peter Goebel,1824年2月26日 - 1899年2月10日）はオーストリアの画家である。

## 略歴
ウィーンで生まれた。同名の歴史画家(Carl Peter Goebel d.Ä.:1794–1823)の息子で、彫刻家で1845年からウィーン美術アカデミーの校長を務めたヨーゼフ・クリーバー(Joseph Klieber:1773-1850)の孫である。叔父に画家、版画家のエドゥアルト・クリーバー(Eduard Klieber:1803–1879) がいる。ウィーン美術アカデミーで祖父から教育を受け、15歳でアカデミーから賞(Fügerschen Kompositionspreis)を受けた。
美術アカデミーの卒業後は水彩画を得意とし、多くの国を訪れ、人物画、風俗画や動物画、狩猟の情景などを描いた。
ゲーベルの肖像画作品はベルヴェデーレ宮殿オーストリア・ギャラリー(Österreichische Galerie Belvedere)などに収蔵されている。

## 作品
- 麦わら帽子を持つ娘
- Joachim Haspinger
- ヨーハン・シュロート - 自然療法家

- 1875年のウィーン
- 1865年頃のベルグラード